# Montmoreau-Saint-Cybard
Montmoreau-Saint-Cybard és un municipi francès situat al departament del Charente i a la regió de la Nova Aquitània. L'any 2007 tenia 1.058 habitants.

## Demografia

### Població
El 2007 la població de fet de Montmoreau-Saint-Cybard era de 1.058 persones. Hi havia 484 famílies de les quals 180 eren unipersonals (60 homes vivint sols i 120 dones vivint soles), 172 parelles sense fills, 80 parelles amb fills i 52 famílies monoparentals amb fills.
La població ha evolucionat segons el següent gràfic:
Habitants censats

### Habitatges
El 2007 hi havia 587 habitatges, 490 eren l'habitatge principal de la família, 40 eren segones residències i 57 estaven desocupats. 498 eren cases i 84 eren apartaments. Dels 490 habitatges principals, 281 estaven ocupats pels seus propietaris, 182 estaven llogats i ocupats pels llogaters i 27 estaven cedits a títol gratuït; 8 tenien una cambra, 37 en tenien dues, 80 en tenien tres, 132 en tenien quatre i 234 en tenien cinc o més. 307 habitatges disposaven pel capbaix d'una plaça de pàrquing. A 247 habitatges hi havia un automòbil i a 150 n'hi havia dos o més.

### Piràmide de població
La piràmide de població per edats i sexe el 2009 era:
| Homes | Edats   | Dones |
| ----- | ------- | ----- |
| 0     | 95 o +  | 0     |
| 8     | 90 a 94 | 4     |
| 8     | 85 a 89 | 12    |
| 16    | 80 a 84 | 12    |
| 40    | 75 a 79 | 52    |
| 12    | 70 a 74 | 44    |
| 44    | 65 a 69 | 48    |
| 40    | 60 a 64 | 32    |
| 16    | 55 a 59 | 16    |
| 20    | 50 a 54 | 16    |
| 36    | 45 a 49 | 56    |
| 36    | 40 a 44 | 28    |
| 32    | 35 a 39 | 28    |
| 32    | 30 a 34 | 24    |
| 36    | 25 a 29 | 32    |
| 32    | 20 a 24 | 36    |
| 36    | 15 a 19 | 16    |
| 24    | 10 a 14 | 20    |
| 16    | 5 a 9   | 28    |
| 16    | 0 a 4   | 16    |

## Economia
El 2007 la població en edat de treballar era de 600 persones, 395 eren actives i 205 eren inactives. De les 395 persones actives 346 estaven ocupades (172 homes i 174 dones) i 49 estaven aturades (25 homes i 24 dones). De les 205 persones inactives 60 estaven jubilades, 40 estaven estudiant i 105 estaven classificades com a «altres inactius».

### Ingressos
El 2009 a Montmoreau-Saint-Cybard hi havia 493 unitats fiscals que integraven 993,5 persones, la mediana anual d'ingressos fiscals per persona era de 15.151 €.

### Activitats econòmiques
Dels 75 establiments que hi havia el 2007, 2 eren d'empreses extractives, 4 d'empreses alimentàries, 1 d'una empresa de fabricació de material elèctric, 5 d'empreses de construcció, 23 d'empreses de comerç i reparació d'automòbils, 5 d'empreses de transport, 3 d'empreses d'hostatgeria i restauració, 1 d'una empresa d'informació i comunicació, 5 d'empreses financeres, 3 d'empreses immobiliàries, 8 d'empreses de serveis, 11 d'entitats de l'administració pública i 4 d'empreses classificades com a «altres activitats de serveis».
Dels 25 establiments de servei als particulars que hi havia el 2009, 1 era una oficina d'administració d'Hisenda pública, 1 gendarmeria, 1 oficina de correu, 2 oficines bancàries, 1 funerària, 4 tallers de reparació d'automòbils i de material agrícola, 1 taller d'inspecció tècnica de vehicles, 2 autoescoles, 1 paleta, 1 guixaire pintor, 1 fusteria, 1 lampisteria, 3 perruqueries, 1 veterinari, 1 restaurant, 2 agències immobiliàries i 1 saló de bellesa.
Dels 9 establiments comercials que hi havia el 2009, 1 era un supermercat, 2 fleques, 1 una carnisseria, 1 una botiga de roba, 1 una botiga d'electrodomèstics, 1 un drogueria i 2 floristeries.
L'any 2000 a Montmoreau-Saint-Cybard hi havia 20 explotacions agrícoles que ocupaven un total de 318 hectàrees.

## Equipaments sanitaris i escolars
Els 2 equipaments sanitaris que hi havia el 2009 eren farmàcies.
El 2009 hi havia 1 escola maternal i 1 escola elemental integrada dins d'un grup escolar amb les comunes properes formant una escola dispersa. Montmoreau-Saint-Cybard disposava d'un col·legi d'educació secundària amb 200 alumnes.

## Poblacions properes
El següent diagrama mostra les poblacions més properes.